# Back for the First Time
A Back for the First Time Ludacris rapper második albuma. A legtöbb szám az Inconegróról lett átvéve. Az albumot 2000. október 17-én adták ki.

## Számlista
| #  | Cím                         | Producerek             | Közreműködik                | Hossz |
| -- | --------------------------- | ---------------------- | --------------------------- | ----- |
| 1  | U Got a Problem?            | Shondrae               |                             |       |
| 2  | Game Got Switched           | Organized Noise        |                             |       |
| 3  | 1st & 10                    | Shondrae               | I-20 & Lil Fate             |       |
| 4  | What's Your Fantasy         | Shondrae               | Shawnna                     |       |
| 5  | Come on Over (Skit)         |                        |                             |       |
| 6  | Hood Stuck                  | Ludacris               |                             |       |
| 7  | Get Off Me                  | Jermaine Dupri         | Pastor Troy                 |       |
| 8  | Mouthing Off                | Ludacris               | 4-IZE                       |       |
| 9  | Stick 'Em Up                | Shondrae               | UGK                         |       |
| 10 | Ho (Skit)                   |                        |                             |       |
| 11 | Ho                          | Shondrae               |                             |       |
| 12 | Tickets Sold Out (Skit)     |                        |                             |       |
| 13 | Catch Up                    | Ludacris & Fate Wilson | Infamous 2-0 & Lil Fate     |       |
| 14 | Southern Hospitality        | The Neptunes           |                             |       |
| 15 | What's Your Fantasy [Remix] | Shondrae               | Trina, Shawnna & Foxy Brown |       |
| 16 | Phat Rabbit                 | Timbaland              |                             |       |